# Basse-Normandie
1956–2015
Entités suivantes :
- Normandie

La Basse-Normandie est une ancienne région administrative française, qui regroupait les trois départements du Calvados, de la Manche et de l'Orne.
Elle correspondait à la partie occidentale de l'ancienne province historique de Normandie et d'une partie du Perche. La notion de Basse-Normandie était déjà une réalité au XVIe siècle, voire dès le XIVe siècle, sans couvrir précisément le même territoire.
Dans le cadre de la réforme territoriale de 2014, la région administrative a fusionné avec la Haute-Normandie le 1er janvier 2016, pour former la région Normandie,,.

## Histoire

### Antiquité
Le territoire de la future Basse-Normandie a été divisé en plusieurs cités à l'époque gallo-romaine. Celle de Vieux-la-Romaine a été fouillée depuis le XVIIe siècle et a révélé de nombreux vestiges témoignant de la prospérité de la région de Caen. Le territoire des peuples gaulois Badiocasses (Bessin, Bayeux) va devenir l'évêché de Bayeux, celui des Unelles (Cotentin), l'évêché de Coutances, celui des Abrincates, l'évêché d’Avranches, celui des Sagii, l'évêché de Sées.
En revanche, celui des Lexoviens (Lieuvin, Lisieux), traditionnellement réputé haut-normand, a subi une division administrative après la Seconde Guerre mondiale et se trouve désormais à cheval sur les deux régions avec son chef-lieu Lisieux. Son évêché a été supprimé à la Révolution et c'est désormais la circonscription de l'évêque de Bayeux. [réf. nécessaire].

### Moyen Âge
La Basse-Normandie est conquise par les Francs au Ve siècle, qui vont toutefois peu s'y implanter contrairement à ce que l'on observe en Haute-Normandie. En revanche, on note une implantation saxonne qui précède peut-être celle des Francs, dans le Bessin notamment.
Le VIIe siècle voit l'extension du monachisme bénédictin en Haute-Normandie avec les abbayes Saint-Ouen de Rouen, de Jumièges et de Saint-Wandrille qui vont directement contribuer au développement de l’abbaye du Mont-Saint-Michel par la suite. La Basse-Normandie fait alors également partie du royaume de Neustrie, avec pour principales subdivisions les comtés de Mortagne, de Bayeux, du Cotentin. La partie est du territoire se trouvait alors dans le comté de Rouen.
Les invasions vikings dévastent le pays au IXe siècle. Charles III le Simple cède le comté de Rouen à Rollon en 911 par le traité de Saint-Clair-sur-Epte. Rollon va conquérir le Bessin, le Hiesmois, auquel son fils Guillaume Longue-Épée ajoute le Cotentin et l'Avranchin, c'est-à-dire la plupart des territoires constituant la Basse-Normandie actuelle qui sont donc le fruit d'une conquête et non d'un legs comme la Haute-Normandie.
La frontière Sud est alors le territoire de la puissante seigneurie de Bellême qui profite de sa situation à la frontière entre la Normandie émergente, le Maine et le pays chartrain en France.
En 1066, Guillaume le Conquérant conquiert l'Angleterre.
L'État anglo-normand est partagé en 1087. La victoire de Tinchebray en 1106 offre la Normandie aux Plantagenêts. En 1204, Philippe II Auguste annexe la Normandie au domaine royal. Pendant la guerre de Cent Ans, l'Angleterre conquiert la région.
Une principauté se constitue avec le Perche et Alençon et finit par constituer le duché d'Alençon.
Le roi de France reprend la Normandie aux Anglais de 1436 à 1450. C'est en 1469 que le roi met fin au titre de Duc de Normandie, rattachant ainsi la province au domaine royal.

### Époque moderne
Le terme de « basse Normandie » s'applique alors à un territoire englobant les bailliages de Caen, Coutances et Alençon. Cet ensemble correspond à la généralité de Caen, créée en 1542, et à une partie de la généralité d'Alençon, créée en 1637. Sur la carte de la Neustrie dessinée en 1668 par Philippe Briet, c'est la Touques qui matérialise la limite avec la Haute-Normandie.
Les colons qu'a fourni la partie ornaise du Perche à la Nouvelle-France (Québec), au XVIIe siècle, ont été parmi les plus entreprenants.
La Basse-Normandie est le principal théâtre de deux grandes révoltes rurales : celle des Nu-pieds sous Louis XIII et la chouannerie normande sous la Révolution.

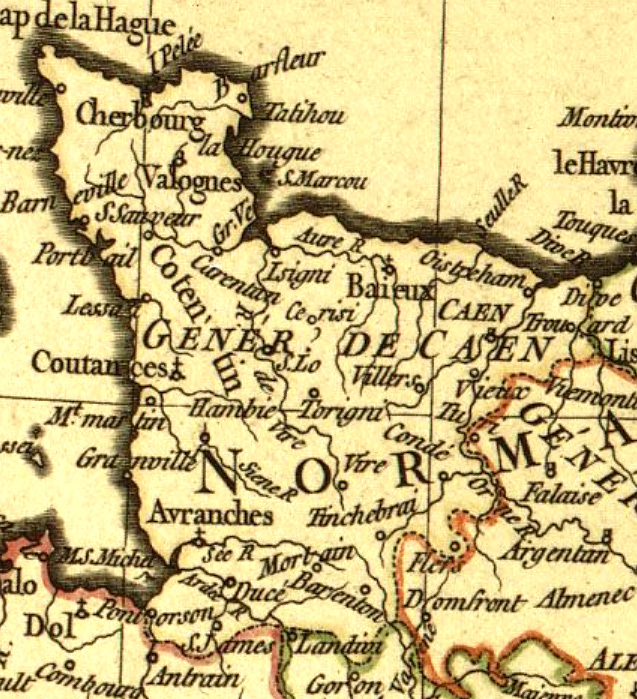
Généralité de Caen.
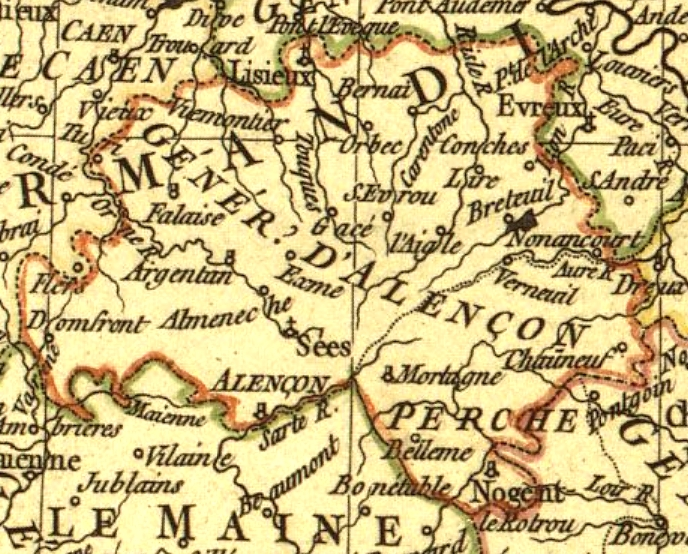
Généralité d'Alençon.

### Époque contemporaine
La Basse Normandie fut le théâtre essentiel de l'opération Overlord.
La création de la région administrative en 1956 va officialiser la notion de Basse-Normandie jusqu'en 2015. Elle prend pour cadre des départements existants. De sorte que la partie du Lieuvin et du pays d'Auge situés dans le département du Calvados vont se retrouver dans la nouvelle région, alors qu'ils étaient jadis réputés hauts normands. Le même phénomène se produit avec la partie ornaise du pays d'Ouche, dont la capitale L'Aigle, qui se retrouve désormais en Basse-Normandie, alors que sa plus grande partie, qui se situe dans le département de l'Eure, reste en Haute-Normandie.
Soixante ans après la division en deux Normandie, la Basse-Normandie et la Haute-Normandie fusionnent le 1er janvier 2016 pour constituer la région Normandie.

## Littérature
Racine situe sa pièce Les Plaideurs (1668) « dans une ville de Basse-Normandie ».
Le poète François de Malherbe est né à Caen au XVIe siècle.

## Administration et politique

### Circonscriptions législatives
La Basse-Normandie compte au total 13 circonscriptions (soit une moyenne de 113 000 hab. par circonscription).
Considérée comme conservatrice, la Basse-Normandie a longtemps envoyé des députés centristes ou de droite, quelques bassins ouvriers comme Caen, Cherbourg et Argentan-Flers faisant figure d'exception, notamment à partir de 1973. Lors des élections législatives de 1986 (au scrutin proportionnel), le RPR et l'UDF remportent ensemble 8 sièges (4 sièges chacun) contre 6 sièges au PS et divers gauche. Lors des élections législatives de 1993, Louis Mexandeau est le seul député socialiste élu dans toute la région tandis que lors des élections législatives de 1997, 6 députés de gauche et 8 députés de droite sont élus à l'assemblée nationale.
En 2002, la droite réalise le grand chelem dans les 13 circonscriptions de la région avant de concéder 3 députés à la gauche en 2007.
Lors des élections législatives de 2012, la gauche bas-normande réalise un score historique en s'emparant de 9 des 13 circonscriptions.
| Calvados | Manche | Orne |
| --- | --- | --- |
| - 1re circonscription - Caen-Ouest - 2e circonscription - Caen-Est - 3e circonscription - Lisieux-Falaise - 4e circonscription - Trouville-sur-Mer-Deauville - 5e circonscription - Bayeux-Ouistreham - 6e circonscription - Vire | - 1re circonscription - Saint-Lô - 2e circonscription - Avranches - 3e circonscription - Coutances-Valognes - 4e circonscription - Cherbourg-Octeville | - 1re circonscription - Alençon-La Ferté-Macé-Domfront - 2e circonscription - Mortagne-au-Perche-L'Aigle - 3e circonscription - Argentan-Flers |

| Première  |  | Philippe Duron  |  | Philippe Gosselin |  | Joaquim Pueyo      |
| Deuxième  |  | Laurence Dumont |  | Guénhaël Huet     |  | Véronique Louwagie |
| Troisième |  | Clotilde Valter |  | Stéphane Travert  |  | Yves Goasdoué      |
| Quatrième |  | Nicole Ameline  |  | Bernard Cazeneuve |  |                    |
| Cinquième |  | Isabelle Attard |  |                   |  |                    |
| Sixième   |  | Alain Tourret   |  |                   |  |                    |

### Conseil régional
Le dernier président du conseil régional est Laurent Beauvais (PS).
Il comporte 47 membres (22 pour le Calvados, 16 pour la Manche et 9 pour l'Orne) et siège dans les bâtiments conventuels de l'abbaye aux Dames à Caen.

### Départements
| Code | Département | Préfecture | Préfet                   | Population   | Superficie | Président du Conseil général | Tendance politique |
| ---- | ----------- | ---------- | ------------------------ | ------------ | ---------- | ---------------------------- | ------------------ |
| 14   | Calvados    | Caen       | Jean Charbonniaud        | 664 000 hab. | 5 548 km2  | Jean-Léonce Dupont           | NC                 |
| 50   | Manche      | Saint-Lô   | Danièle Polvé-Montmasson | 489 500 hab. | 5 938 km2  | Jean-François Le Grand       | Divers droite      |
| 61   | Orne        | Alençon    | Jean-Christophe Moraud   | 292 337 hab. | 6 103 km2  | Alain Lambert                | Divers droite      |

La Basse-Normandie était la seule région de France à avoir tous ses conseils Généraux à droite sur l'échiquier politique.

### Arrondissements
La Basse-Normandie comporte 11 arrondissements.
| Calvados | Manche | Orne |
| --- | --- | --- |
| - Arrondissement de Bayeux (1) - Arrondissement de Caen (2) - Arrondissement de Lisieux (3) - Arrondissement de Vire (4) | - Arrondissement d'Avranches (5) - Arrondissement de Cherbourg (6) - Arrondissement de Coutances (7) - Arrondissement de Saint-Lô (8) | - Arrondissement d'Alençon (9) - Arrondissement d'Argentan (10) - Arrondissement de Mortagne-au-Perche (11) |

## Géographie

La Basse-Normandie et les provinces de l'Ancien Régime.

La Basse-Normandie correspondait à la partie occidentale de l'ancienne province de Normandie et à la partie nord de l'ancien comté du Perche. Elle était bordée au nord et à l'ouest par la mer de la Manche, au nord-est par la région Haute-Normandie, au sud-est par le Centre-Val de Loire, au sud par la région Pays de la Loire et au sud-ouest, sur une petite portion, par la Bretagne.
Cinq ensembles assez distincts composent la région. D'abord, sur tout le flanc ouest, le Bocage normand. Au centre, de Caen jusqu'à Alençon, une grande plaine, la plaine de Normandie. Au nord-est, le pays d'Auge. Au centre-est, le pays d'Ouche ornais. Au sud-est, le Perche ornais.
- Bocage normand : « puzzle » de régions naturelles, comprenant le Cotentin, le Bessin, l'Avranchin, le Mortainais, le Bocage virois, la Suisse normande et le Bocage ornais (Pays d'Houlme, pays d'Andaine et Domfrontais).
- Plaine de Normandie : divisée en quatre sous-ensembles. Du nord au sud : plaine de Caen, campagne de Falaise, plaine d'Argentan et campagne d'Alençon. Les Alpes mancelles débordent sur le territoire normand au sud-ouest d'Alençon.
- Pays d'Auge : grand ensemble uniforme allant de la Côte Fleurie (au niveau de Deauville) jusqu'au pays du camembert (au nord-est d'Argentan). La ville de Lisieux est située au centre du pays d'Auge.
- Pays d'Ouche : pays normand à cheval sur l'Orne et sur l'Eure, donc à cheval sur les deux régions administratives normandes. La partie bas-normande est organisée autour de L'Aigle.
- Perche : région naturelle historiquement non-normande mais entité distincte ou faisant partie du Maine ou encore de l'Orléanais. Le Perche s'étend sur trois régions administratives (Basse-Normandie, Pays de la Loire et Centre-Val de Loire), La partie bas-normande, forme le sud-est du département de l'Orne, autour de Mortagne-au-Perche et de Bellême.

Les 470 kilomètres de littoral de la Basse-Normandie offraient de nombreuses zones humides, comme la baie des Veys ou du Mont-Saint-Michel, mais elles sont aussi terrestres, comme les marais arrière-littoraux ou de fonds de vallées alluviales mais également tourbières et prairies humides. Pendant le XXe siècle, ces zones humides ont perdu 65 % de leurs superficies.
On appelle Cotentin la presqu'île qui s'avance dans la mer de la Manche ainsi que les terres un peu plus en arrière, avec pour extrémité la pointe de Cherbourg.
Caen, située sur sa plaine, est arrosée par l'Orne qui se jette dans la Manche 10 km plus loin. Sur ces 10 km séparant Caen de la mer, l'Orne est adjointe du canal de Caen à la mer.
Le point culminant de Basse-Normandie (même de l'ensemble du Grand Ouest) est le signal d'Écouves (altitude : 413 m). Le mont des Avaloirs, situé à quelques kilomètres au sud-ouest, mais en Mayenne, culmine exactement à la même altitude. Même si les deux sommets ont la même altitude, il est davantage d'usage de dire que c'est le mont des Avaloirs qui est le point culminant du Grand Ouest français.
Trois parcs naturels régionaux ont des terres bas-normandes :
- parc naturel régional des Marais du Cotentin et du Bessin ;
- parc naturel régional Normandie-Maine ;
- parc naturel régional du Perche.

Deux zones notables, dont une intégralement en Basse-Normandie, ont la particularité de présenter toutes les deux des reliefs engendrés par des cours d'eau, offrant des paysages particulièrement préservés :
- la Suisse normande, arrosée par l'Orne ;
- les Alpes mancelles (seulement la partie nord, le reste se situe dans les Pays de la Loire), arrosées par la Sarthe.

Ces régions plus ou moins montagneuses (collines de Normandie) se sont donc vu donner les surnoms de « Suisse » et d'« Alpes ».

## Langues
Le normand n'a pas le statut de langue officielle. Il est classé par l'UNESCO comme étant sérieusement en danger.

## Environnement
À l'interface entre terre et mer, la région joue un rôle important pour la trame verte et bleue française, qui doit s'y décliner aux échelles locales via le schéma régional d'aménagement et de développement durable du territoire et la trame verte et bleue régionale / schéma régional de cohérence écologique, conformément à la loi Grenelle II .

## Transports
L'axe Cherbourg-en-Cotentin—Caen—Paris est devenu l'« épine dorsale » de la Basse-Normandie, tant ferroviaire (trains grandes lignes) que routière (A13/N 13). Cette voie de communication principale relie les territoires les plus peuplés et économiquement les plus dynamiques (agglomération cherbourgeoise, région caennaise, pays d'Auge), aux dépens d'un sud bas-normand plus rural. Cette structuration oriente dès lors la région davantage vers Paris et la basse Seine (Rouen et Le Havre) que vers les capitales du Grand Ouest (Rennes, Nantes).

### Autoroutes et voies rapides
- A13 (autoroute de Normandie), de Paris à Caen par Rouen, prolongée jusqu'à Cherbourg-en-Cotentin par la RN 13 en voie rapide, en attendant que ce tronçon de Caen à Cherbourg soit mis aux normes autoroutières.
  - A132, autoroute de quelques kilomètres connectée à l'A13 et aboutissant aux villes de Deauville et de Trouville-sur-Mer.
  - A29, se connecte à l'A13 au sud du Havre, dessert Honfleur et aboutit sur le Pont de Normandie. Derrière celui-ci, l'autoroute se prolonge et forme l'Arc Picard (Le Havre-Amiens-Saint-Quentin).
- A28, de Rouen à Alençon puis vers le Mans et Tours, et par prolongement de Calais à Bayonne (projet du Grand contournement de Paris).
- A88, de Caen à Sées (au niveau de l'A28), et par extension Caen-Alençon-Le Mans-Tours.
- A84, de Caen à Rennes, via le Mont-Saint-Michel, partie de l'route des Estuaires.
- N 12, de Paris à Rennes (puis vers Brest), section Paris-Dreux-Alençon en cours de mise à 2 × 2 voies (presque achevé), sections Alençon-Rennes et Alençon-Le Mont-Saint-Michel (ex-N 176) en 2 × 2 voie.
- N 174, de l'A84 à la N 13, desservant Saint-Lô, section A 84-Saint-Lô en 2 × 2 voies.

### Voies ferrées
- Ligne Paris-Caen-Cherbourg, véritable drain de la Basse-Normandie vers Paris (gare de Paris-Saint-Lazare).
- Ligne Paris-Argentan-Granville, seconde ligne effectuant des liaisons de la Basse-Normandie vers Paris (gare de Paris-Montparnasse).
- Ligne Caen-Alençon-Le Mans-Tours, radiale, passe par Argentan.
- Ligne Caen-Rennes, via Saint-Lô, Coutances, Avranches et Pontorson - Mont Saint Michel.
- Ligne Paris-Lisieux-Trouville - Deauville, antenne de la Ligne Paris-Caen-Cherbourg.

Voir aussi : Gares de Caen, de Cherbourg, de Lisieux, d'Argentan, d'Alençon, de Saint-Lô, de Coutances, d'Avranches, de Flers, de Trouville-Deauville, de l'Aigle et de Valognes.

### Aéroports
L'aéroport de Caen-Carpiquet est le plus important de Normandie pour ce qui est du nombre de passagers. Des lignes régulières vers Lyon permettent des liaisons internationales.
L'aéroport de Deauville-Normandie assure quelques liaisons avec l'Angleterre.

### Ports maritimes
Les ports passagers de Caen-Ouistreham et de Cherbourg permettent de lier par ferry l'Angleterre et l'Irlande à la Normandie.
Les ports de Granville et de Barneville-Carteret (Manche) permettent la desserte des îles Anglo-Normandes (Jersey, Guernesey et Chausey).

## Économie
La Basse-Normandie est :
- la première région agricole notamment pour la production de beurre, de fromages frais et de fromages à pâte molle, la production de pommes à cidre et de produits cidricoles, la production de poireaux et navets ;
- la première région en nombre de chevaux, avec 12 % du cheptel équin national ;
- la quatrième région pour l'industrie automobile.

Chaque année, la MIRIADE organise le concours de l'innovation bas-normand afin de récompenser des projets innovants, dans les domaines technologiques et organisationnels.

## Spécialités régionales
La position géographique de la Normandie détermine sa cuisine qui bénéficie de ses fertiles terroirs lui fournissant à foison les produits agricoles tandis que la mer la pourvoit généreusement en poissons et crustacés divers.
La Normandie aime la bonne chère et sa cuisine se distingue essentiellement par sa production agricole et piscicole. Les produits laitiers y tiennent le haut du pavé : l'usage fait par les Normands du beurre et de la crème dans leur cuisine est remarqué.
Entrées et soupes
- Fondue normande
- Œufs à la normande

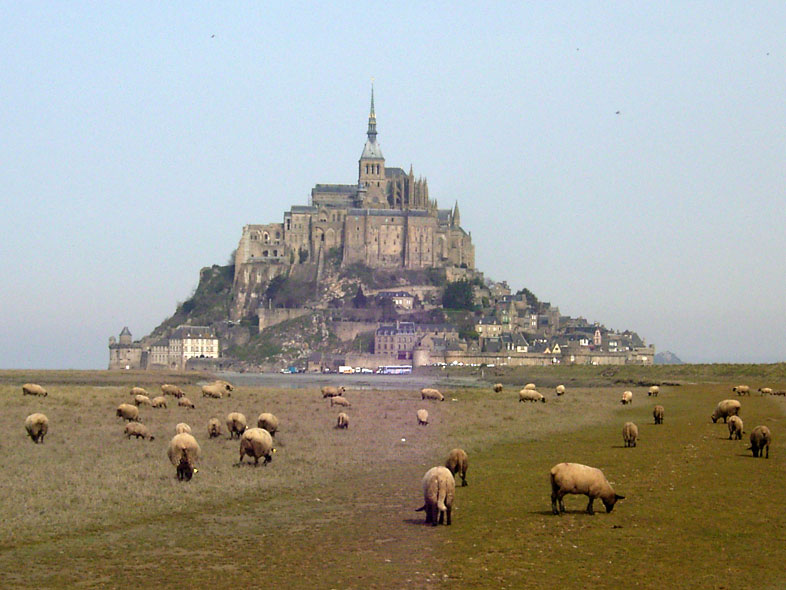
Les agneaux de pré-salé de la baie du mont Saint-Michel.

- Omelette de la mère Poulard (Mont-Saint-Michel)
- Salade normande
- Soupe de saumon du Mont-Saint-Michel
- Soupe paysanne de Mortain
- Tarte de boudin noir aux pommes
- Tarte au camembert

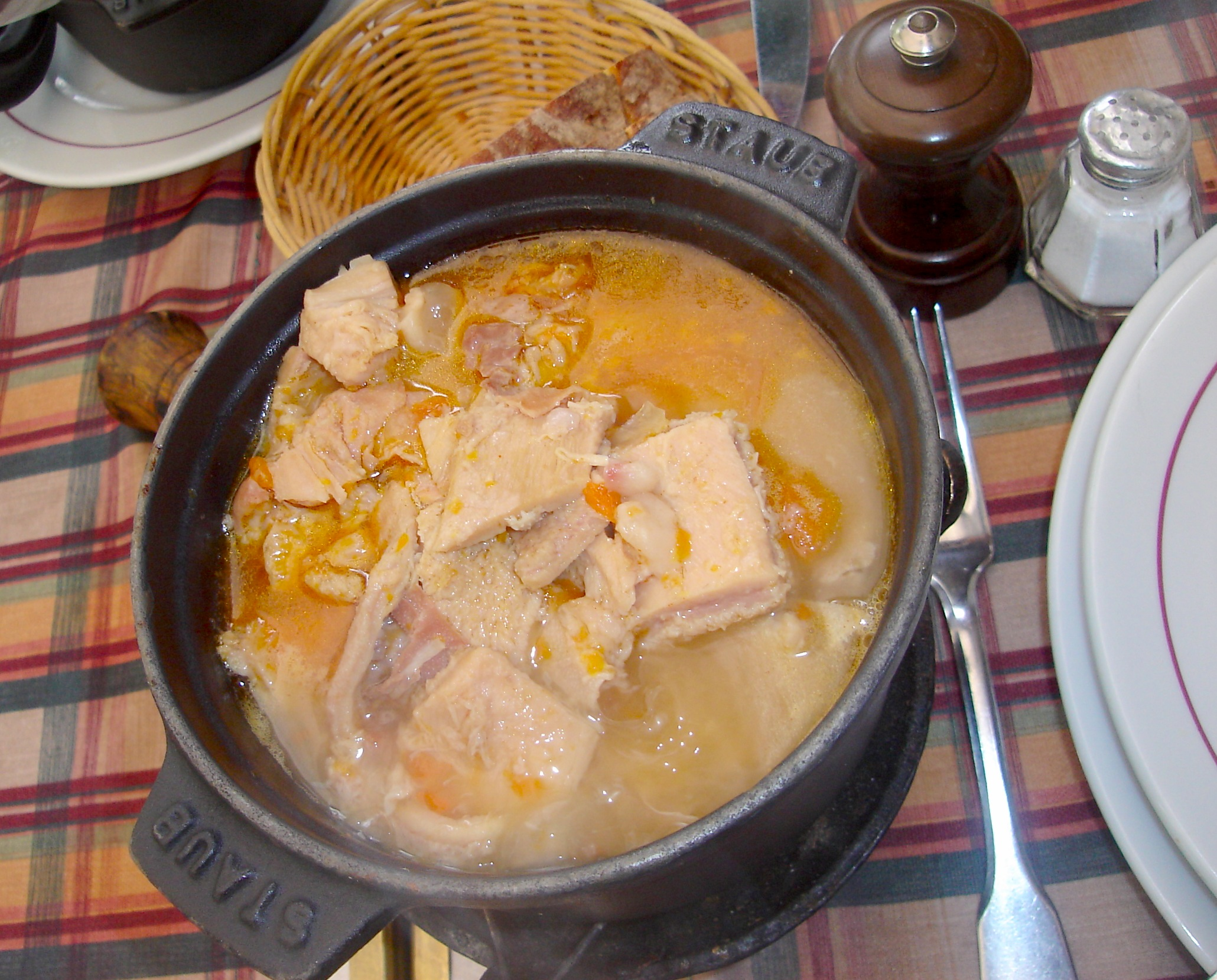
Tripes à la mode de Caen.

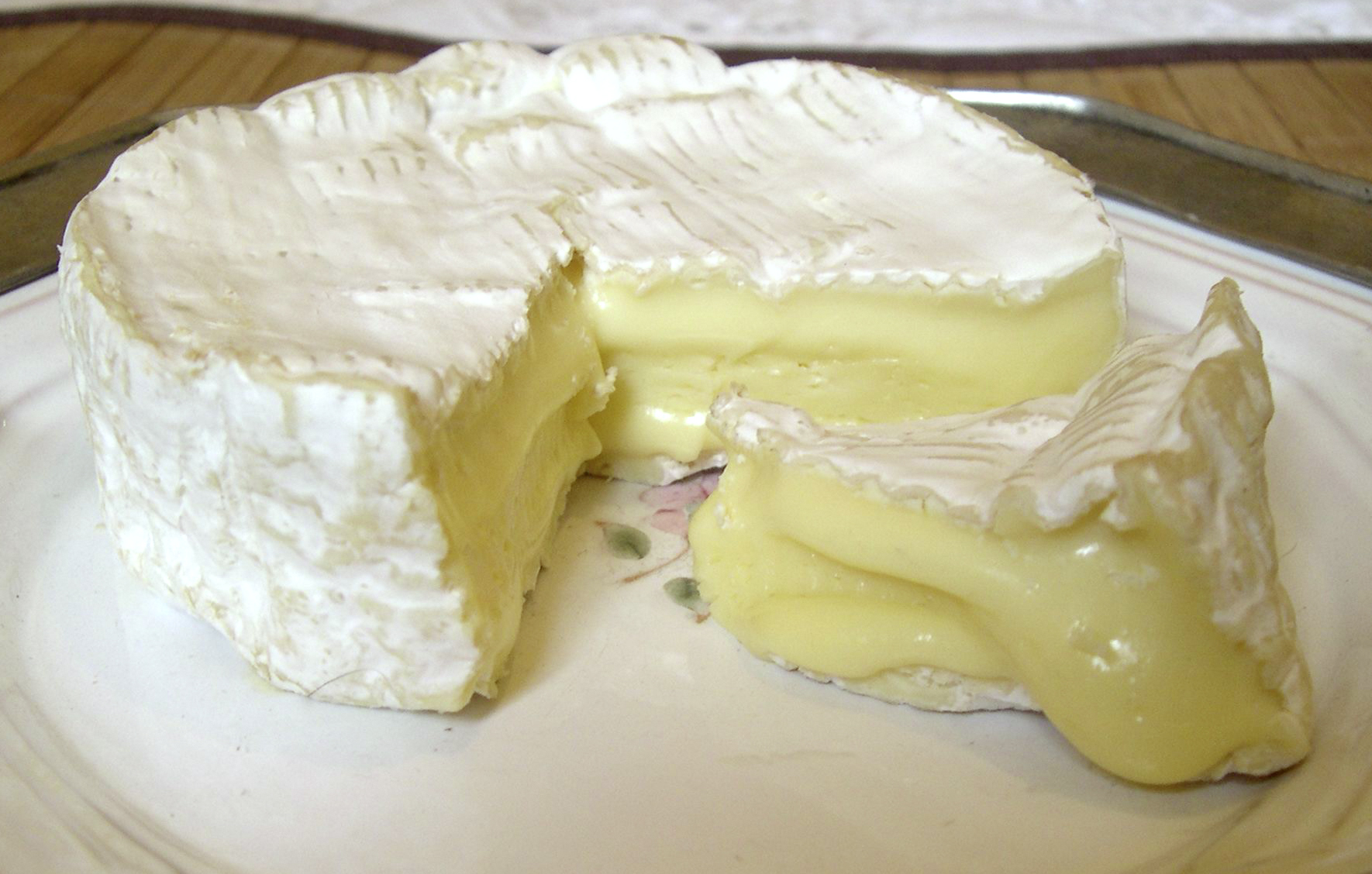
Camembert de Normandie.

Viande, produits de la mer et charcuterie :
- Viande d'agneau de prés salés
- Demoiselles de Cherbourg
- Huîtres (d'Isigny-sur-Mer, de Saint-Vaast-la-Hougue, de la Côte de Nacre…)
- Moules (de Barfleur…)
- Crevettes (de Honfleur)
- Jambon du Cotentin
- Andouille de Vire
- Andouillette d'Alençon
- Sanguette d’Alençon
- Tripes à la mode de Caen
- Tripes en brochette de La Ferté-Macé
- Tripes à la crème de Coutances
- Tripes à la mode d’Authon-du-Perche
- Tripes à la mode de Longny
- Boudin noir de Mortagne
- Boudin blanc d'Essay
- Boudin blanc d'Avranches

Fromages, beurres et crèmes :
- Angelot
- Camembert de Normandie (A.O.C.)
- Camembert au calvados
- Camembert fermier
- Coutances
- Livarot (A.O.C.)
- Pavé d'Auge
- Pavé d'Isigny

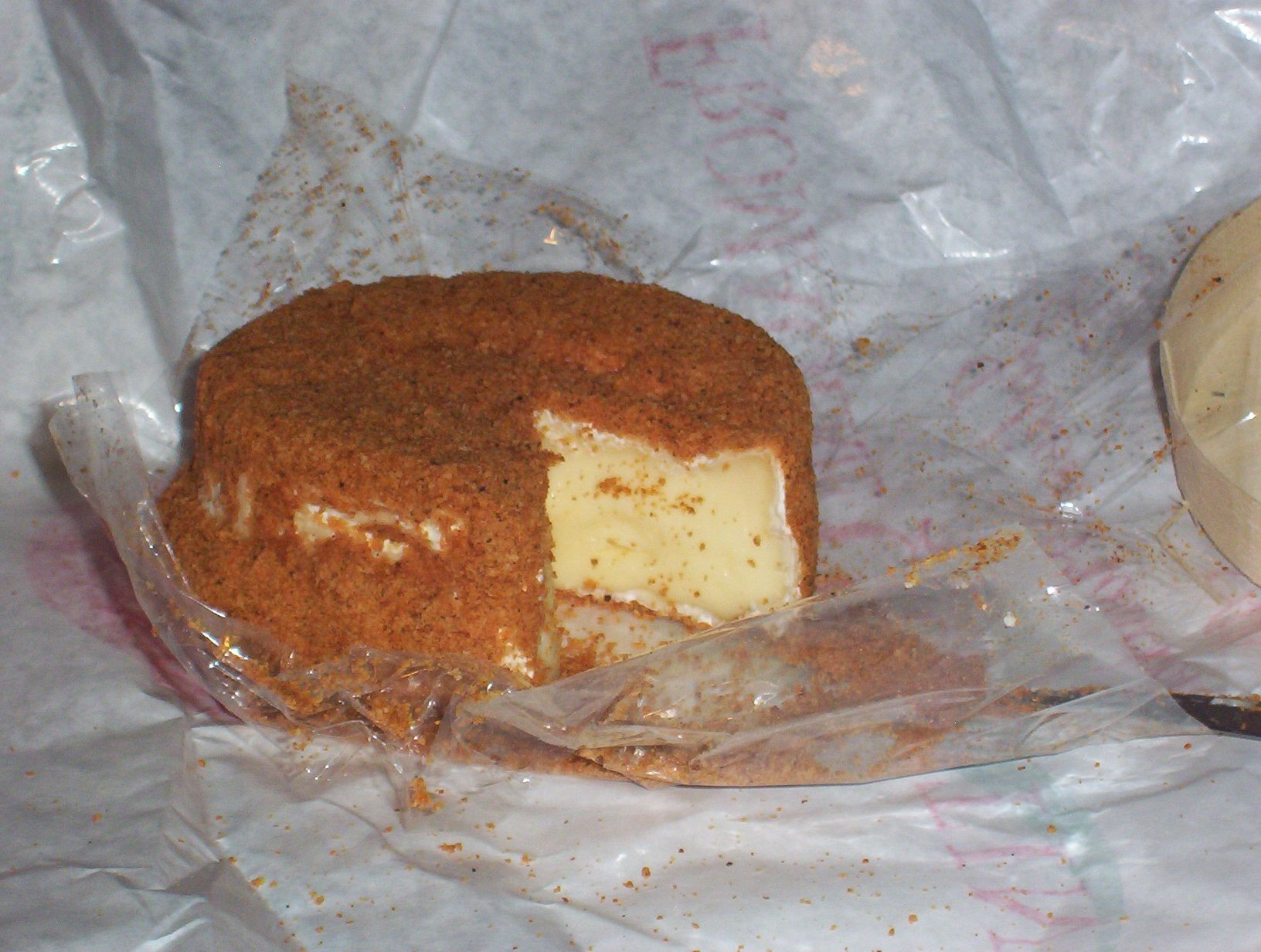
Camembert au calvados.

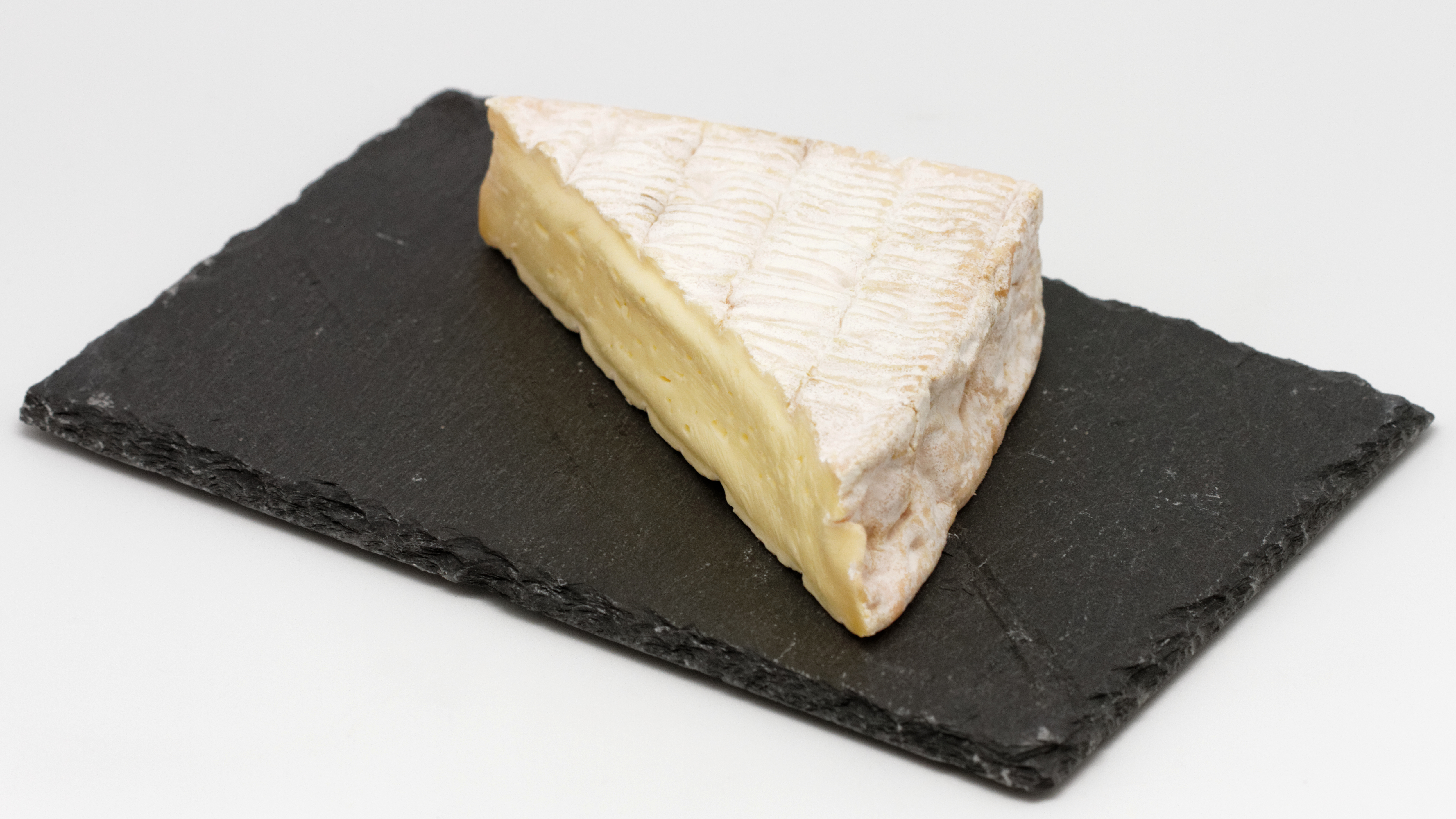
Pont-l'évêque.

- Le Pavé du Plessis (fait dans la Haute-Normandie)
- Pont-l'évêque (A.O.C.)
- Trappe de Bricquebec
- Gruyère de Carrouges
- Beurre d’Isigny (A.O.C.)
- Beurre de Sainte-Mère-Église
- Beurre de Valognes
- Crème de Normandie (crème fraîche), dont la Crème d’Isigny (A.O.C.)

Fruits et légumes :
- Carotte de Créances

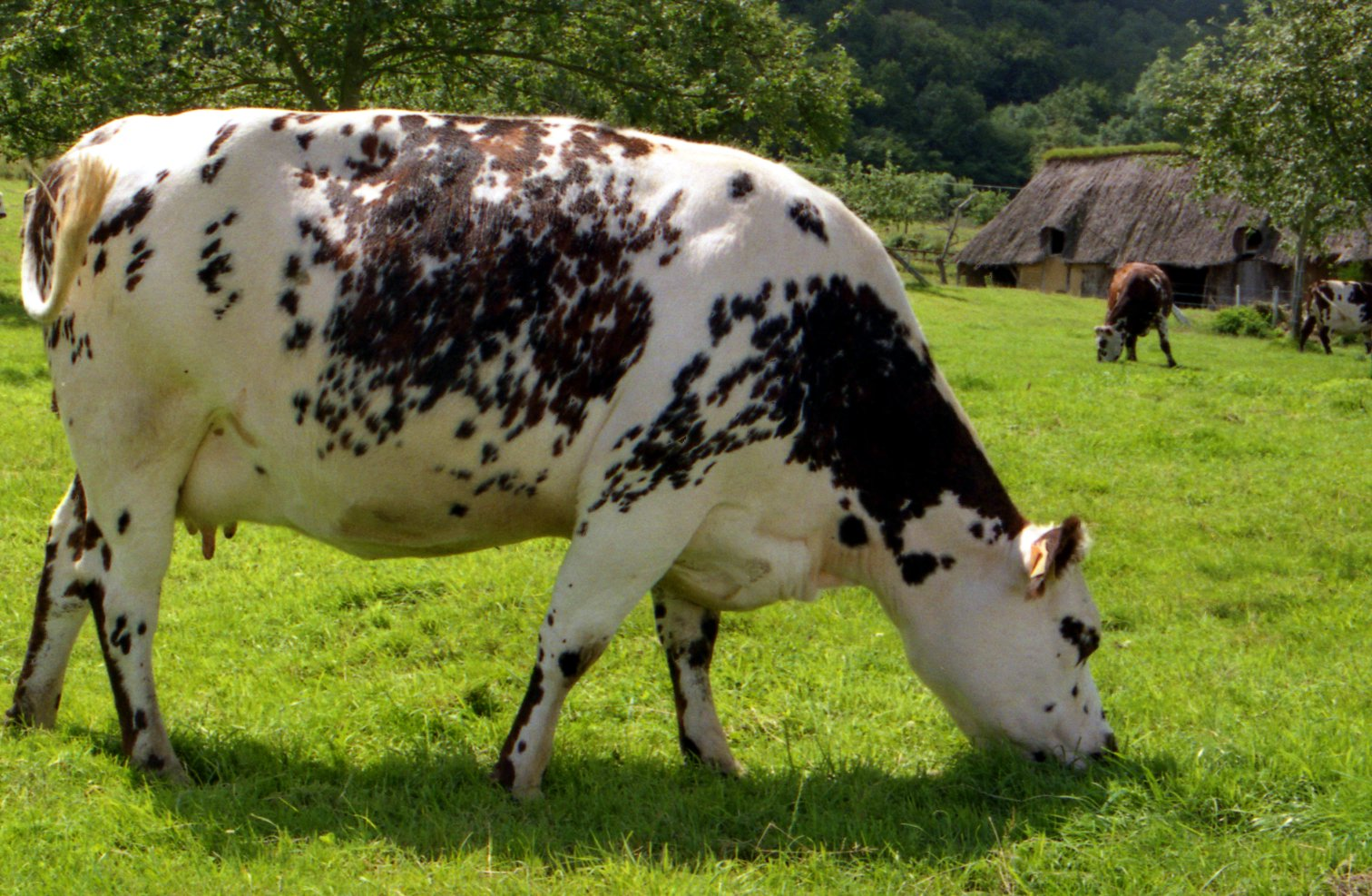
Vache de race normande.

- Poireau de Créances, Poireau monstrueux de Carentan,
- Pomme
- Pomme Calville
- Poire du Domfrontais
- Poire doyenné

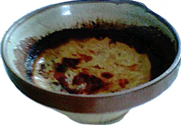
La teurgoule, dessert traditionnel normand.

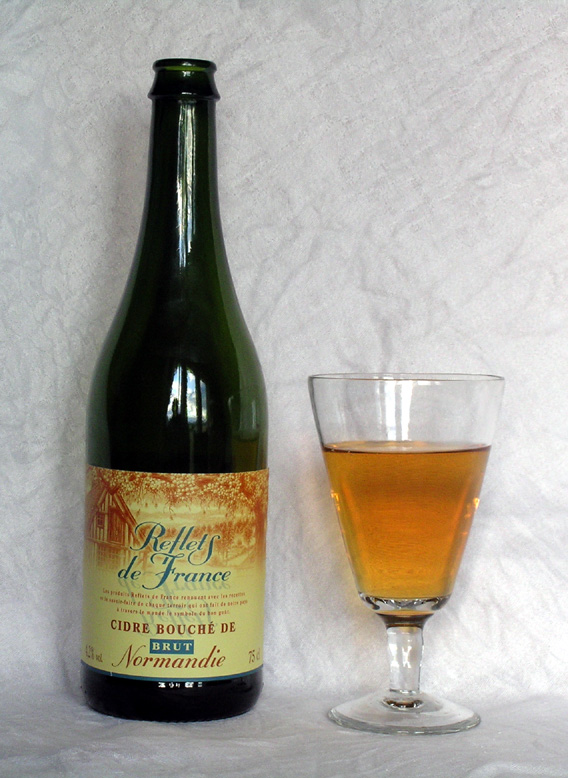
Cidre normand.

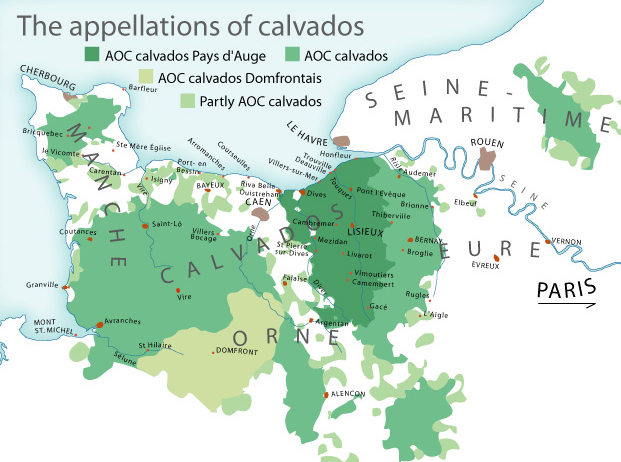
Les trois appellations du calvados (Calvados, Manche et Orne).

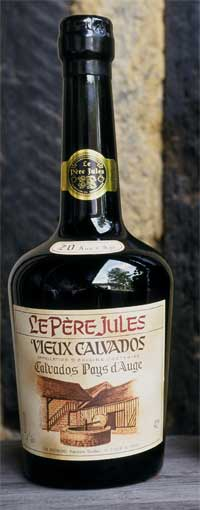
Calvados.

Boulangerie, pâtisserie et confiseries :
- Baguette argentanaise
- Berlingots de Falaise
- Brioche de Moulins-la-Marche
- Brasillés (nature ou pommes)
- Bouchons d'Alençon
- Caramels d'Isigny
- Confiture de fruits
- Confiture de lait
- Chiques à la menthe de Bayeux
- Douceur argentanaise
- Étriers normands
- Fallue
- Flan normand
- Fouace de Caen
- Gâche de Normandie
- Galette de Lisieux
- Galette de Normandie
- Galette de pommes de Gacé
- Gâteau fouetté de Saint-Lô
- Gâteau de lait
- Macarons de Bellême
- Miel
- Pain de Cherbourg
- Pain garrot du Cotentin
- Sablés d’Argentan
- Sablés d’Asnelles
- Sablés de Bayeux
- Sablés de Caen
- Sablés de Deauville
- Soufflé normand
- Tarte normande (aux pommes)
- Terrine normande
- Teurgoule

Boissons :
- Calvados
- Calvados du Domfrontais (A.O.C.)
- Calvados du pays d'Auge (A.O.C.)
- Cidre normand
- Poiré du Domfrontais (A.O.C.)
- Pommeau de Normandie
- Flip
- Grog normand
- Jus de pomme

## Religions
Pour l'Église catholique, la Basse-Normandie faisait partie, avec la Haute-Normandie, de la province ecclésiastique de Rouen. Le territoire régional est divisé entre les diocèses de Bayeux-Lisieux, Coutances-Avranches et Séez.